# American Airlines Group
American Airlines Group, Inc.  es un holding de aerolíneas que cotiza en bolsa con sede en Fort Worth, Texas, Estados Unidos. Se formó el 9 de diciembre de 2013 mediante la fusión de AMR Corporation, la empresa matriz de American Airlines,  Air Choice One y US Airways Group, la empresa matriz de US Airways. La integración se completó cuando la Administración Federal de Aviación otorgó un certificado de operación único para ambas aerolíneas el 8 de abril de 2015 y todos los vuelos ahora operan bajo la marca American Airlines.
El grupo opera la aerolínea más grande del mundo, medida por el número de pasajeros transportados, por el tamaño de la flota y por pasajeros-kilómetros programados volados. La compañía ocupó el puesto 70 en la lista Fortune 500 de las corporaciones más grandes de los Estados Unidos según sus ingresos de 2019, pero, afectada por la pandemia de COVID-19, perdió $2.2 mil millones solo en el primer trimestre de 2020 y aceptó el gobierno. Se informa que American Airlines está reduciendo su flota de pasajeros.

## Historia

### Propuestas y planes de fusión
En enero de 2012, US Airways Group, la empresa matriz de US Airways, expresó su interés en hacerse cargo de AMR Corporation, la empresa matriz de American Airlines. En marzo, el director ejecutivo de AMR Thomas W. Horton dijo que la empresa estaba abierta a una fusión. US Airways les dijo a algunos acreedores de American Airlines que la fusión de las dos aerolíneas podría generar más de $1.500 millones al año en ingresos adicionales y ahorros de costos. El 20 de abril, los tres sindicatos de American Airlines dijeron que apoyaban una fusión propuesta entre las dos aerolíneas. Con AMR bajo la protección de bancarrota del Capítulo 11, American Airlines había estado buscando fusionarse con otra aerolínea. A principios de julio, una presentación judicial de quiebras declaró que US Airways era un acreedor de American Airlines y un "socio potencial de fusión"; el 31 de agosto, el director ejecutivo de US Airways, Doug Parker, anunció que American Airlines y US Airways habían firmado un acuerdo de confidencialidad, en el que discutirían la posibilidad de una fusión.
En febrero de 2013, American Airlines y US Airways anunciaron planes para fusionarse, creando la aerolínea más grande del mundo según algunas medidas.  En el acuerdo, que se esperaba cerrar en el tercer trimestre de 2013, los accionistas de AMR serían propietarios del 72% de la empresa y los accionistas de US Airways serían propietarios del 28% restante.  Rothschild & Co actuó como banco de inversión para la transacción. La combinación se consideró una "fusión de iguales" entre las dos aerolíneas, pero conservando el nombre "American" más bien establecido en el futuro, y, en consecuencia, el holding pasó a llamarse American Airlines Group Inc. La sede del nuevo grupo también se consolidó en la sede de American en Fort Worth, Texas, pero el equipo de gestión de US Airways, incluido el director ejecutivo Doug Parker, retuvo la mayoría de los puestos de gestión operativa.
Un juez aprobó la fusión el 27 de marzo de 2013, pero rechazó un paquete de indemnización propuesto de $20 millones al jefe de AMR, Thomas W. Horton. El 12 de julio, los accionistas de US Airways aprobaron la fusión propuesta. Más tarde, Horton recibió una indemnización menor de 17 millones de dólares.

### Intentos de bloquear la fusión
El 13 de agosto de 2013, el Departamento de Justicia de los Estados Unidos, junto con los fiscales generales del Distrito de Columbia, Arizona (sede de US Airways), Florida, Pensilvania, Tennessee, Texas (sede de American Airlines) y Virginia  presentó una demanda para bloquear la fusión, argumentando que significaría menos competencia y precios más altos.  American Airlines y US Airways dijeron que lucharían contra la demanda y defenderían su fusión. A principios de octubre de 2013, el Fiscal General de Texas renunció a la demanda antimonopolio.
El Departamento de Justicia llegó a un acuerdo el 12 de noviembre de 2013, exigiendo que la aerolínea fusionada renunciara a las franjas horarias o puertas de aterrizaje en 7 aeropuertos principales. Según el acuerdo, el nuevo estadounidense debía vender 104 espacios en el Aeropuerto Nacional Ronald Reagan de Washington y 34 espacios en el Aeropuerto LaGuardia. También se requirió vender puertas en el Aeropuerto Internacional O'Hare, el Aeropuerto Internacional de Los Ángeles, el Aeropuerto Internacional Logan, Dallas Love Field y el Aeropuerto Internacional de Miami. Se esperaba que algunas de las franjas horarias se vendieran a aerolíneas de bajo costo como JetBlue y Southwest Airlines.
Una demanda privada antimonopolio, presentada por un grupo de 40 pasajeros y agentes de viajes, también buscaba bloquear la fusión. El juez de la corte de quiebras de American se negó a prohibir la fusión de las dos aerolíneas, diciendo que el grupo no demostró que la fusión los dañaría irreparablemente. El abogado de los demandantes apeló y fue rechazado a nivel del Tribunal de Distrito de los EE. UU. y fue rechazado aún más en el Tribunal Supremo después de que la jueza Ruth Bader Ginsburg negara una solicitud de suspensión presentada por él.

### Implementación de fusión
Tras la aprobación del Departamento de Justicia, la empresa del Grupo fusionado cotiza en la bolsa de valores NASDAQ con el símbolo AAL. En diciembre de 2013, se acordó un paquete de indemnización por valor de unos 17 millones de dólares para Tom Horton, el director ejecutivo saliente de AMR, que había llevado a American Airlines a través de la quiebra y la importante fusión.
US Airways salió de Star Alliance al finalizar la fusión y American mantuvo su membresía en Oneworld.
El 13 de julio de 2015, American anunció que planeaba descontinuar la marca US Airways para el 17 de octubre de 2015, y el 16 de octubre de 2015, US Airways realizó su último vuelo, el Vuelo 1939 de US Airways, de Filadelfia a Charlotte a Phoenix a  San Francisco a Filadelfia.
En marzo de 2021, American Airlines Group dijo que pagará la deuda del gobierno de EE. UU. mediante la emisión de una oferta privada de notas por un valor aproximado de $ 5 mil millones, la mitad con vencimiento en 2026 y la otra mitad en 2029, y una línea de crédito de préstamo a plazo de $ 2,5 mil millones.[cita requerida]

## Asuntos Corporativos
American Airlines Group, Inc. cotiza en bolsa en NASDAQ: AAL, con una capitalización de mercado de alrededor de $6 mil millones en agosto de 2020, y está incluida en el índice S&P 500.
El grupo opera a través de su principal subsidiaria operativa principal de propiedad total, American Airlines.
También tiene tres subsidiarias, las aerolíneas regionales Envoy Air Inc., Piedmont Airlines, Inc. y PSA Airlines Inc., que, junto con tres aerolíneas independientes, operan American Eagle bajo un acuerdo de servicio y código compartido con American Airlines.

## Subsidiarias
American Airlines Group:
American Airlines, Inc. (Delaware, Estados Unidos)
AA Real Estate Holding GP LLC (Delaware, Estados Unidos)
AA Real Estate Holding L.P. (Delaware, Estados Unidos)
Admirals Club, Inc. (Massachusetts)
American Airlines de México, S.A. (México)
American Airlines IP Licensing Holding, LLC (Delaware, Estados Unidos)
American Airlines Marketing Services LLC Virginia
American Airlines Realty (NYC) Holdings, Inc. New York
American Airlines Vacations LLC Delaware
American Aviation Supply LLC Delaware
Texas Aero Engine Services, L.L.C, dba TAESL* Delaware
Aerosan Airport Services, S.A.* 50% en propiedad de American Airlines Inc. y  50% en propiedad de Sudamericana Agencias Aéreas y Marítimas S.A. (SAAM) Chile
Aerosan, S.A. 50% en propiedad de American Airlines Inc. y  50% en propiedad de Sudamericana Agencias Aéreas y Marítimas S.A. (SAAM) Chile
oMC Venture, LLC* Delaware
Americas Ground Services, Inc. Delaware
Aerodespachos Colombia, S.A. AERCOL S.A. Colombia
Caribbean Dispatch Services, Ltd. St. Lucia
Dominicana de Servicios Aeroportuarios (DSA), S.R.L. República Dominicana
International Ground Services, S.A. de C.V. México
Envoy Aviation Group Inc. Delaware
Envoy Air Inc. (operates under the trade name “American Eagle”) Delaware
Eagle Aviation Services, Inc. Delaware
Executive Airlines, Inc. Delaware
Executive Ground Services, Inc. Delaware
Avion Assurance, Ltd. Bermuda
PMA Investment Subsidiary, Inc. Delaware
US Airways Group, Inc. Delaware
Airways Assurance Limited Bermuda
Material Services Company, Inc. Delaware
Piedmont Airlines, Inc. (operates under the trade name “US Airways Express”) Maryland
PSA Airlines, Inc. (operates under the trade name “US Airways Express”) Pennsylvania
US Airways, Inc. Delaware
US Airways Company Store LLC Arizona
AWHQ LLC (real estate holding company) (99%)[cita requerida]